# 日本における日時表記
本項目では日本における日時表記（にほんにおけるにちじひょうき）について述べる。歴史的には日本の暦と元号に従った日時表記を行っていたが、明治時代の初めである1873年1月1日水曜日にグレゴリオ暦に変更された。通常、日付は「年→月→日」の順番で表記し、時間については12時間制と24時間制の両方が用いられる。

## 日付

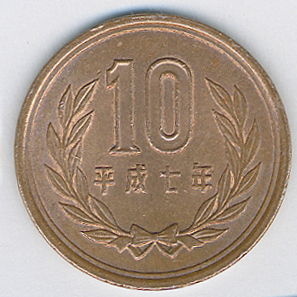
日本の10円玉。「10」の下の日付は「平成7年」であり、つまり1995年である。

日本で一般的な日付の表記は「2023年12月31日 (日)」のように、「年→月→日（曜日）」の順番に数字を並べ、数字の後に「年」「月」「日」を助数詞として入れるという書き方である。曜日は「日曜日」であれば「日」など、1文字に短縮されることもある。数字だけで書く場合、「2023/12/31」のようにスラッシュを用いて年、月、日の間を区切る。

### 元号
年の表記については西暦のみならず、元号が用いられることもある。西暦を使用する場合は「西暦」をつけずに「2025年6月21日」のように書くが、同じ日付を元号を用いて書く時は年の前に元号をつけて「令和7年6月21日」のように書く。

## 時刻

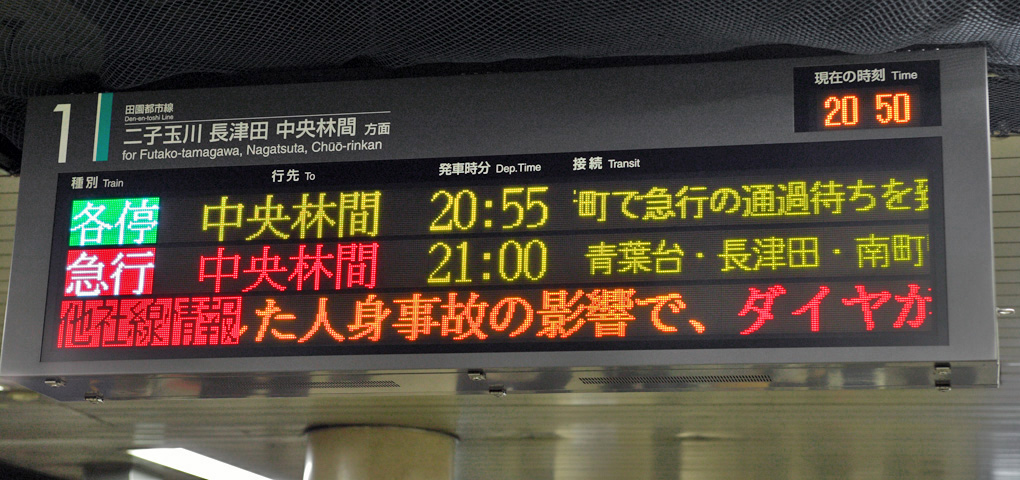
東京都の渋谷駅にある電光掲示板に列車の出発時刻がリストしてある様子。現在時刻は右上のオレンジの数字である。

時刻は日本全土で日本標準時（協定世界時＋9時間）を使用している。

時刻は数字の後に「時」「分」という助数詞をつけて「8時42分」のように表記する。この「分」は前の数字に応じて「ふん」と読む場合と「ぷん」と読む場合に分かれる。「〇時30分」のようにきりのいい時間を30分過ぎた時間は「〇時半」のように言うこともある。数字のみで書く場合は「8:42」のように「:」をはさんで書く。「秒」を追加して「8時42分1秒」のように言うこともある。

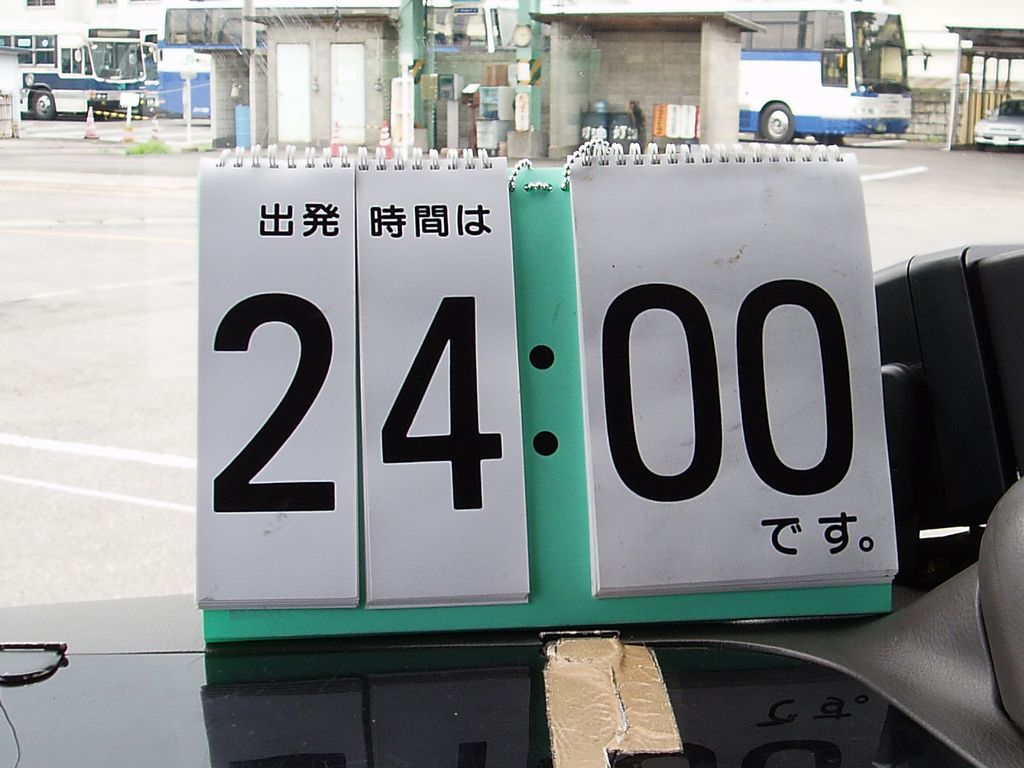
24時発のバス時刻を通知する日本の掲示

日本では12時間制と24時間制の両方がよく用いられている。とくに日本の鉄道時刻表では24時間表記が用いられる。12時間表記も「午前10時」のように「午前」と「午後」を時間の前につける形でよく使用される。一日の時間帯のうち昼の12時（正午）より前の時間帯には「午前」、正午よりも後の時間帯には「午後」をつけて、「午前○時」「午後○時」と表す。
12時は「0時」（零時〈れいじ〉）と表記することもあり、逆に0時を「12時」と表記することもある。NHKでは基本的に、昼の0時（12時）を「正午」、夜の0時を「午前0時」と呼称している。

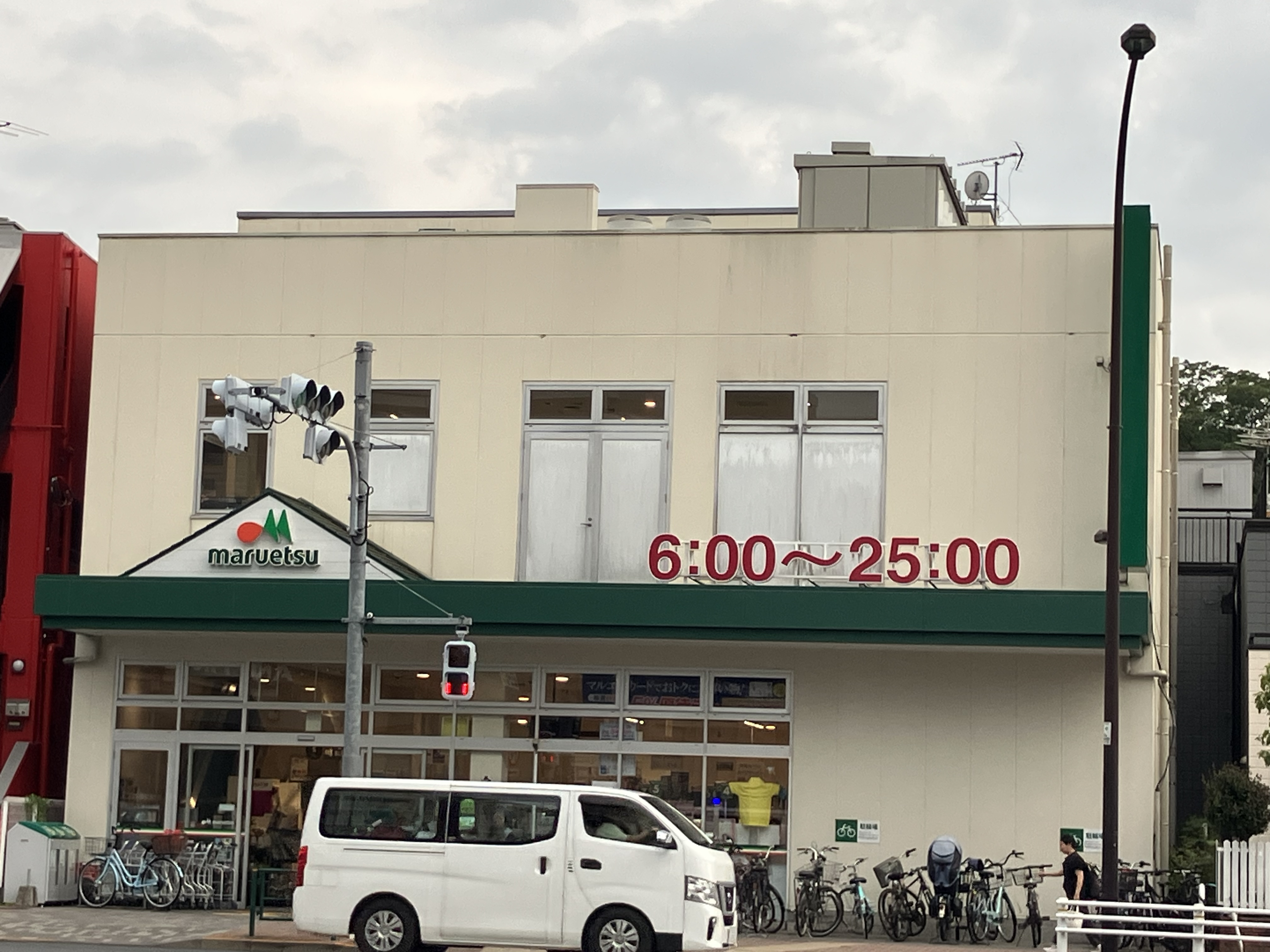
25時まで営業していることを示すマルエツの表示

日付をまたぐ活動などについては、深夜0時を過ぎた時刻が24時を越えた数字で表記されることもある。たとえばバーやクラブは 「30時」（午前6時）まで営業するというような表示をすることもある。これは午前と午後の混乱を防ぐためでもあり、また閉店時間は前の営業日の延長としてとらえられるためである。テレビ局も深夜の番組スケジュールではこの時間表記を使用することがある（30時間制参照）。

## 歴史的背景

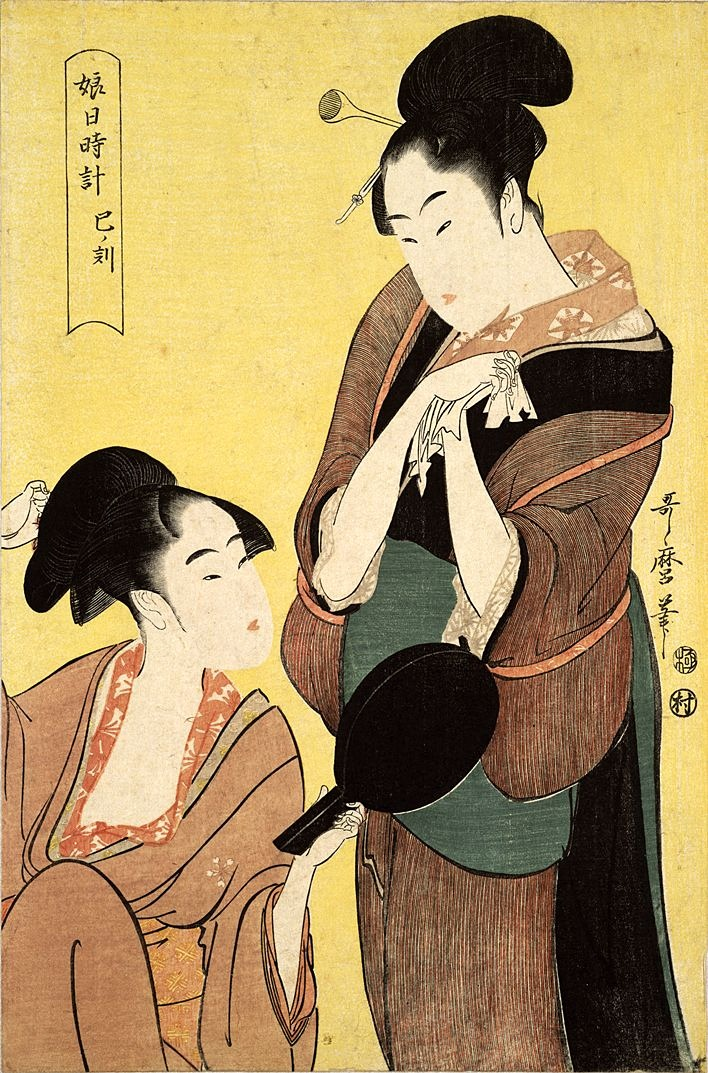
喜多川歌麿「娘日時計」の巳の刻（午前10時前後くらい）

### 近代以前の時刻表記
古代の日本では二十四節気や十二支を用いる十二時辰で日時を表記していた。
江戸時代には四つから九つまでの数で時刻を数えており、九つ、八つ、七つ、六つ、五つ、四つ…となって四つまでいくと九つに戻る。落語の「時そば」はこの時刻の数え方を題材としたものである。日の出を明六ツ、日の入りを暮六ツとしていたが、日の出や日の入りの時刻は季節によって変わるため、夏は夜が短くなる一方、冬は夜が長くなった。十二時辰も一緒に使用されていた。たとえば「丑三つ時」は現代の時間の午前2時頃である。

### 新暦の実施
1873年（明治6年）より、日本の暦は改暦され、新暦に太陽暦を採用した。従来の暦は太陰太陽暦に基づく天保暦で、以後、日本で単に旧暦と言えば天保暦を指す。
改暦は、具体的には、天保暦（旧暦）の明治5年12月2日の翌日を、新暦の明治6年1月1日とすることで実施した。これにより、西暦（グレゴリオ暦）と和暦の日付が一致することとなった。
| 和暦            | 和暦                    | 西暦                     | 西暦                     | ユリウス通日 |
| 天保暦 （旧暦） | 現行暦 （新暦）         | ユリウス暦 （旧暦）      | グレゴリオ暦 （新暦）    | ユリウス通日 |
| --------------- | ----------------------- | ------------------------ | ------------------------ | ------------ |
| 明治5年12月2日  | なし                    | 1872年12月19日（火曜日） | 1872年12月31日（火曜日） | 2405159      |
| （12月3日）     | 明治6年1月1日（水曜日） | 1872年12月20日（水曜日） | 1873年1月1日（水曜日）   | 2405160      |
| （12月4日）     | 明治6年1月2日（木曜日） | 1872年12月21日（木曜日） | 1873年1月2日（木曜日）   | 2405161      |